# Donato da Formello
Donatello, auch Donato da Formello genannt (* wahrscheinlich zwischen 1546 und 1555 in Formello; † zwischen 1574 und 1585 in Rom) war ein italienischer Maler und Holzbildhauer.

## Leben
Über den römischen Künstler Donatello ist nicht viel bekannt. Er war ein Schüler und Gehilfe von Giorgio Vasari und war an dessen großen Aufträgen beteiligt. Belegt ist seine Ausführung des „Pasce oves meas – Weide meine Schafe!“ auf der Lünette des Hauptportals des Petersdoms im Jahr 1574–1575. Darüber hinaus wird ihm heute eine Holzstatue von „Johannes dem Täufer“ im Baptisterium des Lateran zugewiesen, die in späteren Jahrhunderten lange fälschlicherweise als Arbeit des in Florenz tätigen Bildhauers Donatello (Donato di Niccolò di Betto Bardi) galt.